# Tendai

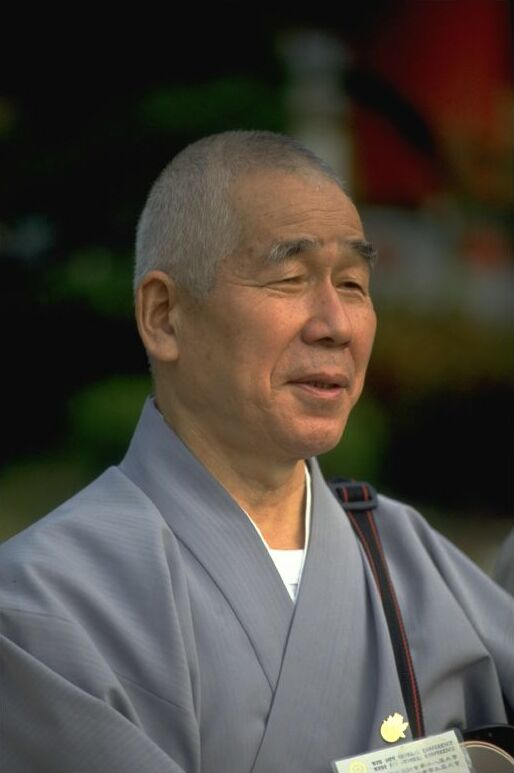
En nutida tendaipräst

Tendai är en japansk inriktning inom mahayanabuddhismen vars motsvarighet i Kina heter tiantai. Inriktningen etablerades i Japan av Saicho (767-822), och likt den kinesiska motsvarigheten är lotussutran tillsammans med ett flertal kommenterande verk skrivna av Tiantai Zhiyi de huvudsakliga religiösa skrifterna.
Tendai förespråkar för hongaku, idén att alla medvetna varelser redan är upplysta, men att medvetna varelser måste inse och bearbeta detta. Förespråkare för hongaku menar alltså att trots att medvetna varelser redan är upplysta, måste de använda sig av buddhistiskt utövande för att inse detta och förverkliga det upplysta sinnet.
Berget Hiei är säte för inriktningen. Under Saichos levnadstid försökte han viga munkar enbart under mahayanska bodhisattvalöften, istället för de vanliga munklöftena. Efter hans död, år 823, fick inriktningen godkännande från regeringen att viga munkar under dessa munklöften.
I etablerandet av Tendai avsåg Saicho att förena flera buddhistiska inriktningar, och inte ge särskilt fokus till en särskild utövningsform. Detta grundar sig i idén att alla buddhistiska vägar leder till samma mål, att det bara finns ett buddhistiskt "hjul" (ekayana). Saichos Tendai är därför en blandning av den kinesiska tiantai, zen, tantrisk buddhism (vajrayana) och bodhisattvalöften. Senare började även nembutsu och tro på Amitabha bli ett inslag i Tendai, vilket är taget från rena land-buddhismen.
Flera kända buddhister i Japan har ursprungligen varit tendaimunkar, såsom:
- Honen, grundaren av jodo shu[1]
- Shinran, grundaren av jodo shinshu[1]
- Nichiren, grundaren av nichiren-buddhismen[1]
- Dogen, grundaren av inriktningen sōtō inom zenbuddhismen[1]